# 别拉洪河
别拉洪河，位于中华人民共和国黑龙江省东北部的一条河流，是乌苏里江左岸支流，别拉洪河上、中游已被改造成为人工河道，上游段西起富锦市创业农场西北部的重湿地，向东流经富锦市东北部，左岸有前进农场，右岸有创业农场，在创业农场第四管理区东北石砬山东南转南流，经红卫农场第一管理区，于饶河县红卫农场第二管理区西南入挠力河，此段河长49千米，控制流域面积940平方千米。中段有自然和人工两条河道，起自饶河县与同江市交界处的连环泡，自然河道作为饶河县与同江市、抚远市的界河向东流，经前锋农场、胜利农场和八五九农场，于抚远市迟德村以西进入抚远市境内。中段人工河道又称“别拉洪总排干渠”,位于自然河道南侧约1.5千米，平行向东流，至八五九农场第五管理区以南转东南流，于饶河县瓦盆窑汇入乌苏里江，此段河长61千米，控制流域面积1567平方千米。下游段为抚远市迟德村以下的自然河段，向东北流经二道河农场和前哨农场，于乌苏镇（原抓吉镇）别拉洪亮子汇入乌苏里江，此段河长157.8千米，控制流域面积1996平方千米，河宽17~30米，深1.5~2米，河道弯曲系数达3.0~3.5。别拉洪河全长267千米，流域面积4503平方千米。别拉洪河流经中国著名的低平原沼泽区，历史上是人迹罕至的蛮荒地带，别拉洪河蜿蜒流淌在广阔的河漫滩上，雨季连成一片。治理后的别拉洪河流域已成为中国重要的商品粮基地，特别是所产的大米闻名全国。